# جمعية الأسد والشمس الحمراء
جمعية الأسد والشمس الحمراء (الفارسية: جمعیت شیر و خورشید سرخ ایران Jam-eiyat Šir o Xoršid Sorx Irân) كانت جمعية إنسانية في الدولة البهلوية، تأسست عام 1922 وقُبلت في الحركة الدولية للصليب الأحمر والهلال الأحمر عام 1923. ومع ذلك، تُشير بعض التقارير إلى أن الرمز تم تقديمه في جنيف عام 1864[بحاجة لمصدر أفضل]، كرد على الرمزين الآخرين المستخدمين من قبل خصمي إيران آنذاك: الدولة العثمانية (الهلال الأحمر) والإمبراطورية الروسية (الصليب الأحمر).

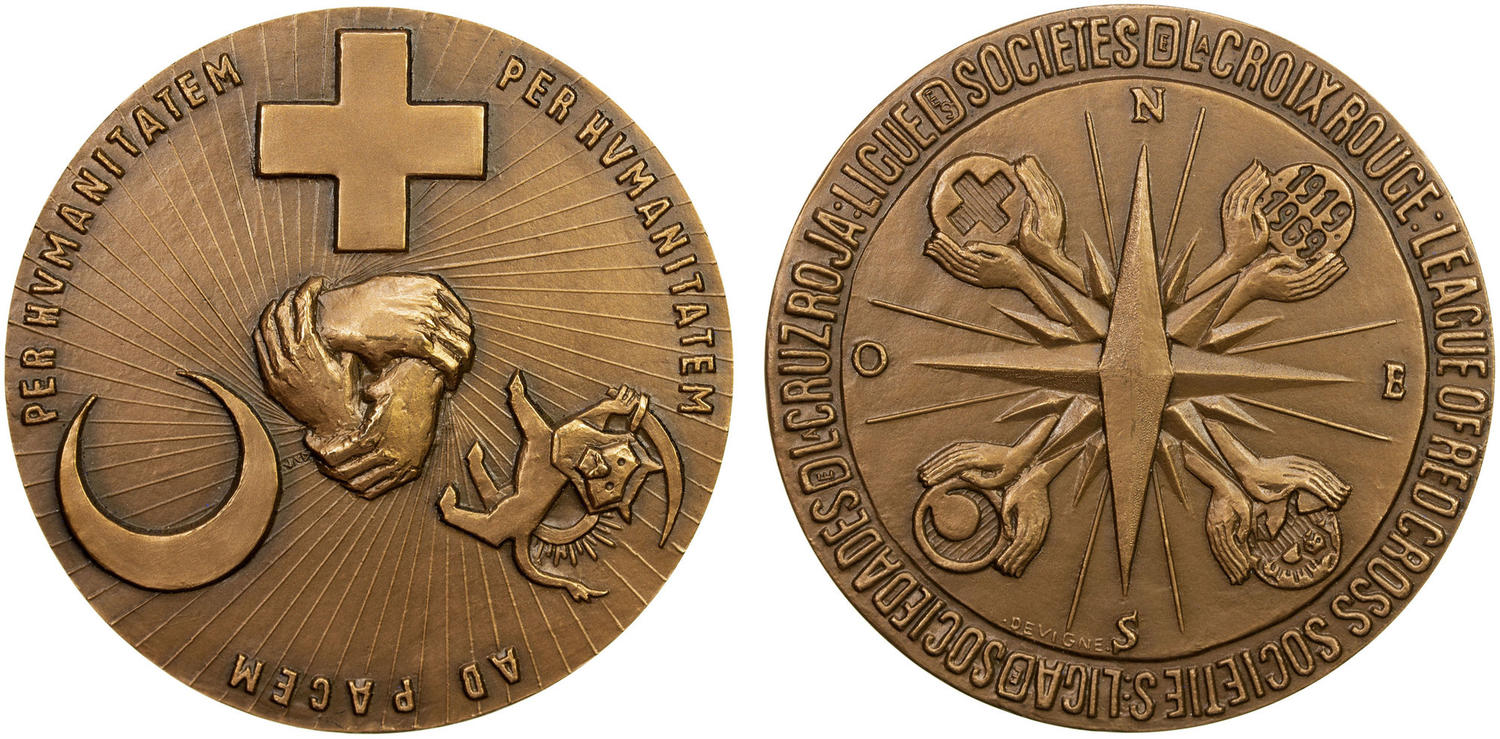
ميدالية الصليب الأحمر، الهلال الأحمر، والأسد والشمس الحمراء؛ من سك باريس

في عام 1980، وبسبب ارتباط الشعار (الأسد والشمس) بالنظام البهلوي الذي أُطيح به مؤخرًا، استبدلت الجمهورية الإسلامية في إيران شعار الجمعية واعتمدت جمعية الهلال الأحمر الإيراني، متبنية الرمز المستخدم في أغلب دول العالم الإسلامي. وعلى الرغم من أن شعار الأسد والشمس لم يعد مستخدمًا، إلا أن إيران احتفظت بحق استعادته في أي وقت، ويظل معترفًا به من قبل اتفاقيات جنيف كشعار رسمي، وقد تم تأكيد هذه الصفة في البروتوكول الإضافي الثالث عام 2005، رغم إضافة رمز محايد جديد إلى شعارات الحركة الدولية للصليب الأحمر والهلال الأحمر.

## روابط خارجية
- نادي الصليب الأحمر والهلال الأحمر